# Legamento ovarico
Nell'anatomia femminile il legamento ovarico noto anche con altri termini (legamento utero-ovarico o legamento proprio dell'ovaio) è un legamento fibroso che connette la parte inferiore-mediale dell'ovaio alla superficie laterale dell'utero.

## Anatomia
Si tratta di un cordone fibro-muscolare di lunghezza media circa 2-3 cm, ricoperto completamente dal peritoneo del legamento largo.